# Ванген-Брюттизеллен
Ванген-Брюттизеллен (нем. Wangen-Brüttisellen) — город в Швейцарии, в кантоне Цюрих.
Входит в состав округа Устер. Население составляет 7056 человек (на 31 декабря 2007 года). Официальный код — 0200.